# Viola Zinková
Viola Zinková (Prága, 1925. június 15. – 2017. október 18.) cseh színésznő.

## Filmjei

### Mozifilmek
- Dravci (1948)
- Hosszú utazás (Daleká cesta) (1950)
- Honzíkova cesta (1957)
- A kör (Kruh) (1959)
- Dařbuján a Pandrhola (1960)
- Nenávist (1960, rövidfilm)
- Eltűnt egy asszony (Tereza) (1961)
- Kulcs a szerelemhez (Zámek pro Barborku) (1963)
- Hlídač dynamitu (1963, rövidfilm)
- Čintamani a podvodník (1964)
- Jak se zbavit Helenky (1968)
- Valéria és a csodák hete (Valerie a týden divu) (1970, hang)
- Poločas štěstí (1985)
- Horká kase (1989)
- Vojtěch, řečený sirotek (1990)
- Őrült föld (Zdivočelá země) (1997)
- Stůj, nebo se netrefím (1998)
- ...umírám!  (2004, rövidfilm)

### Tv-filmek
- Princezna Lada (1969, hang)
- Královna Černá ruze (1972, hang)
- Veselé windsorské panicky (1974)
- O chudém královstvíčku (1979)
- Ubohý pan Kufalt (1981)
- Jak Jaromil ke stestí prisel (1982)
- Letní pohádka (1984)
- Certuv svagr (1984)
- Kulihrásek a zakletá princezna (1995)
- Den dobrých skutku (2001)

### Tv-sorozatok
- Kisvakond (Krtek) (1957, hang, egy epizódban)
- Jana Eyrová (1972, két epizódban)
- Kamarádi (1973, két epizódban)
- Bakalári (1976, egy epizódban)
- Tri spory (1982, egy epizódban)
- Území bílých králu (1991, egy epizódban)
- Kórház a város szélén 20 év múlva (Nemocnice na kraji města po dvaceti letech) (2003, egy epizódban)
- Místo nahore (2004, egy epizódban)
- 3 plus 1 s Miroslavem Donutilem (2005–2006, két epizódban)